# Hoa hậu Hoàn vũ México
Hoa hậu Hoàn vũ Mexico (tiếng Tây Ban Nha: Mexicana Universal, tên cũ là "Nuestra Belleza México" dịch theo nghĩa đen có nghĩa là Vẻ đẹp Mexico của chúng ta) là cuộc thi sắc đẹp quan trọng nhất tại Mexico được tổ chức thường niên từ năm 1994. Người điều hành của cuộc thi là Lupita Jones, Hoa hậu Hoàn vũ 1991 và cũng là Hoa hậu Hoàn vũ đầu tiên người Mexico. Người chiến thắng của cuộc thi Hoa hậu Mexico sẽ giành quyền tham dự cuộc thi Hoa hậu Hoàn vũ, còn Á hậu 1 của cuộc thi sẽ tham dự Hoa hậu Thế giới đến năm 2015. Bắt đầu từ năm 2007 (và 2 năm trước đó 1999 và 2000), Á hậu hoặc thí sinh được chỉ định của cuộc thi Hoa hậu Mexico sẽ đại diện cho đất nước tham dự Hoa hậu Quốc tế.
Những thí sinh của cuộc thi Mexico ngoài những yêu cầu thông thường về độ tuổi, chiều cao còn phải là người chiến thắng tại cuộc thi hoa hậu cấp tiểu bang. Tuy nhiên cũng có một số ngoại lệ vì Lupita Jones có thể mời một số thí sinh mà bà thấy có triển vọng mặc dù không phải là người chiến thắng cấp bang, hoặc trường hợp hoa hậu đại diện cho một bang không đạt tiêu chuẩn nào đó. Dưới sự lãnh đạo của cựu Hoa hậu Hoàn vũ, cuộc thi Hoa hậu Mexico đã tìm ra nhiều người đẹp Mexico đạt nhiều giải cao tại các cuộc thi sắc đẹp quốc tế lớn. Theo thông lệ, các thí sinh đoạt giải Hoa hậu Mexico năm này sẽ đại diện cho Mexico tham dự các cuộc thi sắc đẹp quốc tế lớn vào năm sau.

## Danh sách Hoa hậu Hoàn vũ Mexico

### Hoa hậu Hoàn vũ Mexico
| Năm                                                  | Đại diện                              | Tiểu bang           | Thành tích tại Hoa hậu Hoàn vũ |
| ---------------------------------------------------- | ------------------------------------- | ------------------- | ------------------------------ |
| Hoa hậu Hoàn vũ Mexico                               |                                       |                     |                                |
| 2021                                                 | Débora Hallal                         | Sinaloa             |                                |
| 2020                                                 | Andrea Meza                           | Chihuahua           | Hoa hậu Hoàn vũ 2020           |
| 2019                                                 | Sofía Aragón                          | Jalisco             | Á hậu 2                        |
| 2018                                                 | Andrea Toscano                        | Colima              |                                |
| Mexico Vẻ đẹp của Chúng tôi (Nuestra Belleza México) |                                       |                     |                                |
| 2017                                                 | Denisse Franco                        | Sinaloa             |                                |
| 2016                                                 | Kristal Silva                         | Tamaulipas          | Top 9                          |
| 2015                                                 | Wendolly Esparza                      | Aguascalientes      | Top 15                         |
| 2014                                                 | Josselyn Garciglia                    | Baja California Sur |                                |
| 2013                                                 | Cynthia Duque                         | Nuevo León          |                                |
| 2012                                                 | Karina González                       | Aguascalientes      | Top 10                         |
| 2011                                                 | Karin Ontiveros                       | Jalisco             |                                |
| 2010                                                 | Jimena Navarrete                      | Jalisco             | Hoa hậu Hoàn vũ 2010           |
| 2009                                                 | Karla Carrillo                        | Jalisco             |                                |
| 2008                                                 | Elisa Najera                          | Guanajuato          | Á hậu 4                        |
| 2007                                                 | Rosa Maria Ojeda                      | Sinaloa             | Top 10                         |
| 2006                                                 | Priscila Perales                      | Nuevo Leon          | Top 10                         |
| 2005                                                 | Laura Elizondo                        | Tamaulipas          | Á hậu 3                        |
| 2004                                                 | Rosalva Luna                          | Sinaloa             | Top 15                         |
| 2003                                                 | Marisol González                      | Coahuila            |                                |
| 2002                                                 | Ericka Cruz                           | Yucatán             |                                |
| 2001                                                 | Jacqueline Bracamontes                | Jalisco             |                                |
| 2000                                                 | Leticia Murray                        | Sonora              |                                |
| 1999                                                 | Silvia Salgado                        | Nuevo León          | Top 10                         |
| 1998                                                 | Katty Fuentes                         | Nuevo León          |                                |
| 1997                                                 | Rebeca Tamez                          | Tamaulipas          |                                |
| 1996                                                 | Vanessa Guzmán                        | Chihuahua           | Top 6                          |
| 1995                                                 | Luz María Zetina                      | Thành phố México    |                                |
| Hoa hậu Mexixo (Señorita México)                     |                                       |                     |                                |
| 1994                                                 | Fabiola Pérez Rovirosa                | Chihuahua           |                                |
| 1993                                                 | Angelina González                     | Campeche            |                                |
| 1992                                                 | Monica Zuñiga                         | Hidalgo             |                                |
| 1991                                                 | Lupita Jones                          | Baja California     | Hoa hậu Hoàn vũ 1991           |
| 1990                                                 | Marilé del Rosario Santiago           | Tlaxcala            | Top 6                          |
| 1989                                                 | Adriana Abascal                       | Veracruz            | Á hậu 4                        |
| 1988                                                 | Amanda Olivares                       | Puebla              | Á hậu 2                        |
| 1987                                                 | Cynthia Fallon                        | Distrito Federal    |                                |
| 1986                                                 | Alejandrina "Connie" Carranza Ancheta | Sonora              |                                |
| 1985                                                 | Yolanda de la Cruz                    | Sinaloa             |                                |
| 1984                                                 | Elizabeth Brodden                     | Sinaloa             |                                |
| 1983                                                 | Monica Rosas                          | Durango             |                                |
| 1982                                                 | María del Carmen López                | Distrito Federal    |                                |
| 1981                                                 | Judith Grace González                 | Nuevo León          |                                |
| 1980                                                 | Ana Patricia Núñez Romero             | Sonora              |                                |
| 1979                                                 | María Luisa Díaz Tejeda               | Nayarit             |                                |
| 1978                                                 | Alba Margarita Cervera Lavat          | Yucatán             | Top 12                         |
| 1977                                                 | Felicia Mercado                       | Baja California     |                                |
| 1976                                                 | Carla Jean Evert Reguera              | Guerrero            |                                |
| 1975                                                 | Delia Servín Nieto                    | Sinaloa             |                                |
| 1974                                                 | Lupita Elorriaga Valdéz               | Sinaloa             |                                |
| 1973                                                 | Rossana Villares Moreno               | Yucatán             |                                |
| 1972                                                 | María del Carmen Orozco Quibrera      | Chihuahua           |                                |
| 1971                                                 | Maria Luisa López Corzo               | Distrito Federal    |                                |
| 1970                                                 | Libia Zulema López Montemayor         | Sinaloa             |                                |
| 1969                                                 | Gloria Hernández Martín               | Guanajuato          |                                |
| 1968                                                 | Perla Aguirre Muñoz                   | Distrito Federal    |                                |
| 1967                                                 | Valentina Vales Duarte                | Yucatán             |                                |
| 1965                                                 | Jeanine Acosta Cohen                  | Distrito Federal    |                                |
| 1964                                                 | Olga Ceniceros loya                   | Distrito Federal    | Không tham gia                 |
| 1963                                                 | Beatriz Martínez Solórzano            | Distrito Federal    | Không tham gia                 |
| 1960                                                 | Lorena Velázquez Dondé                | Distrito Federal    | Không tham gia                 |
| 1959                                                 | Mirna García Dávila                   | Distrito Federal    |                                |
| 1958                                                 | Leticia Risser Corredor               | Tamaulipas          |                                |
| 1957                                                 | Irma Arévalo                          | Distrito Federal    |                                |
| 1956                                                 | Erna Martha Baumann                   | Distrito Federal    | Top 15                         |
| 1955                                                 | Yolanda Mayen                         |                     |                                |
| 1954                                                 | Elvira Castillo Olivera               | Distrito Federal    |                                |
| 1953                                                 | Ana Bertha Lepe                       | Jalisco             | Á hậu 3                        |
| 1952                                                 | Olga Llorens Pérez                    | Chihuahua           | Top 10                         |

### Hoa hậu Thế giới Mexico
| Năm  | Hoa hậu              | Bang               | Thành tích tại Hoa hậu Thế giới |
| ---- | -------------------- | ------------------ | ------------------------------- |
| 2011 | Cynthia de la Vega   | Nuevo Leon         |                                 |
| 2010 | Anabel Solís         | Yucatán            |                                 |
| 2009 | Perla Beltran        | Sinaloa            | Á hậu 1                         |
| 2008 | Anagabriela Espinoza | Nuevo Leon         | Top 15                          |
| 2007 | Carolina Moran       | Colima             | Á hậu 2                         |
| 2006 | Karla Jimenez        | Puebla             | Top 17                          |
| 2005 | Dafne Molina         | Quận thủ đô Mexico | Á hậu 1                         |

### Hoa hậu Quốc tế Mexico
| Năm  | Hoa hậu              | Bang           | Thành tích tại Hoa hậu Quốc tế |
| ---- | -------------------- | -------------- | ------------------------------ |
| 2010 | Gabriela Palacio     | Aguascalientes | chưa xác định                  |
| 2009 | Anagabriela Espinoza | Nuevo Leon     | Hoa hậu Quốc tế 2009           |
| 2008 | Lorenza Bernot       | Morelos        |                                |
| 2007 | Priscila Perales     | Nuevo Leon     | Hoa hậu Quốc tế 2007           |
| 2000 | Leticia Murray       | Sonora         | Top 15                         |
| 2005 | Graciela Soto        | Morelos        |                                |

## Thông tin thêm
- Trước khi cuộc thi Nuestra Belleza México ra đời, Señorita México là cuộc thi có quyền cử đại diện cho Mexico tham dự tại Hoa hậu Thế giới và Hoa hậu Hoàn vũ. Cuộc thi này chấm dứt vào năm 1994.
- Quyền cử đại diện cho Mexico tại Hoa hậu Trái Đất thuộc về cuộc thi Hoa hậu Trái Đất Mexico.

## Scandal
- Laura Zuniga, Á hậu 2 của cuộc thi Hoa hậu Mexico 2009 đã bị cảnh sát bắt khi đi cùng 7 người đàn ông khác trên những chiếc xe tải chở đầy vũ khí. Trước đó, cô đã đoạt danh hiệu Nữ hoàng Mỹ Latinh nhưng sau đó đã bị ban tổ chức cuộc thi tước vương miện và chuyển cho hoa hậu Brazil, Vivian Noronha Cia[1]. Cô là người yêu của Orlando Garcia Urquiza, trùm ma túy Mexico. Vụ việc Laura Zuniga bị bắt đã gây chấn động dư luận Mexico, khi mà cô là người được chọn để đại diện cho đất nước này tại cuộc thi Hoa hậu Quốc tế 2009.